# Bradypodion gutturale
Bradypodion gutturale é uma espécie de camaleão pertencente ao gênero Bradypodion. É nativo da África do Sul.